# Joerg Ortner
Joerg Ortner ou Jörg Ortner est un graveur et un peintre autrichien, né le 15 mars 1940 à Bad Kreuzen (district de Perg, Haute-Autriche) ou à Nuremberg, et mort le 29 janvier 2011 à Vannes, qui a exercé une grande partie de sa carrière en France.

## Biographie
Formé à la Höhere Graphische Bundes-Lehr- und Versuchsanstalt (HGBLVA) et à l'Académie des beaux-arts de Vienne, Ortner s'installe à Paris en 1961.
Il entre à l'atelier Lacourière-Frélaut — il épouse Anne Frélaut —, ainsi que dans l'atelier d'Alberto Giacometti, avant d'exercer son art auprès du service de restauration de la Chalcographie du Louvre à la fin des années 1960.
En 1963, il noue une vive amitié avec Paul Celan, auquel il dédie une suite de douze gravures.
En 1975, le musée d'art moderne de la Ville de Paris, accueille une exposition autour des jeunes graveurs autrichiens, dont il est le commissaire.
Son atelier se situait dans le Morbihan.
Selon Jean Clair qui lui dédie La Responsabilité de l'artiste (1997), il reste « [dans l'étude naturaliste des paysages] sans doute l'un des meilleurs graveurs que possède la France. »

## Livres d'artiste
- Imaginary Who pour B.N. et 12 postes de radio, texte de Jean Daive, Reims, Éditions Givre, 1977.
- A, Éditions Claude Royet-Journoud et Alain Veinstein, 1978.
- Hypothèses d'un soleil, texte de Jean Daive, Éditions de l'Université de Bruxelles, 1979.

## Exposition récente
- « Joerg Ortner, La science du négatif », au Centre international de poésie Marseille (cipM) du 6 juin au 22 septembre 2012.